# Mataʻaho (Tongatapu)
Mataʻaho (auch: Mataho) ist eine kleine Insel der Inselgruppe Tongatapu im Zentrum von Tongatapu im Pazifik. Sie gehört politisch zum Königreich Tonga.

## Geografie
Das Motu liegt in der zentralen Lagune der Hauptinsel Tongatapu, zusammen mit Talakite in der Verlängerung von Nukunukumotu im Norden.

## Klima
Das Klima ist tropisch heiß, wird jedoch von ständig wehenden Winden gemäßigt. Ebenso wie die anderen Inseln der Tongatapu-Gruppe wird Mataʻaho gelegentlich von Zyklonen heimgesucht.